# Bandar Limabung
Bandar Limabung is een bestuurslaag in het regentschap Mandailing Natal van de provincie Noord-Sumatra, Indonesië. Bandar Limabung telt 456 inwoners (volkstelling 2010).